# Tilion
Tilion je fiktivní postava ve fantasy světě spisovatele J. R. R. Tolkiena.
Tilion patřil mezi Maiar, Nižší duchy. Za časů Dvou stromů byl lovcem v Oromeho družině a měl stříbrný luk. Stříbro bylo jeho srdci nejbližší, a když odpočíval, bylo to u jezírek Estë, v paprscích stromu Telperionu. Po zkáze Stromů prosil, aby mu byl dán úkol navždy střežit poslední Stříbrný květ. Valar mu vyhověli a ustanovili, aby kormidloval ostrůvek Měsíce. Ten je vlastně nádobou, v níž je uchován květ Telperionu a která křižuje hvězdnou říši. Vanyar dali Měsíci jméno Isil, Třpyt, a Noldor jej nazvali Rána, Toulavý.
Tilion byl méně mocný než maiarská dívka Arien, jež dostala za úkol řídit lodičku Slunce. Její krása však Tiliona přitahovala, takže měl nejistou rychlost a nedržel se své dráhy. Neustále se snažil k Arien přiblížit, přestože ho její plamen pálil a ostrůvek Měsíce se zatmíval. I dnes jsou oba často vidět současně. Ve starším Tolkienově textu The Annals of Aman (pochází pravděpodobně z roku 1958) se dokonce píše, že se Tilion do Arien již dříve zamiloval, a odešel kvůli ní z Oromeho lesů do Lórienových zahrad.
Také poté, co byla zavedena noc a den, se Tilion málokdy zdržoval ve Valinoru; namísto toho rychle přelétával nad západní zemí, nad Avatharem, Aramanem nebo Valinorem, vrhal se do propasti za Vnějším mořem a sám se ubíral podzemím Ardy. Často tam dlouho bloudil a vracel se pozdě.
Temný pán Morgoth nová světla nenáviděl, avšak na Arien si netroufl. Napadl proto Tiliona, poslal proti němu duchy stínu. V boji pod pěšinkami hvězd však Tilion zvítězil a brázdí oblohu až do dnešních dnů.
V ranějších Tolkienových pracích se Tilion někdy nazývá také Ilsinor. V překladu do staroangličtiny zní Tilionovo jméno Hyrned, tedy Rohatý. Tento překlad přisuzoval Tolkien fiktivnímu námořníku Ælfwinovi, návštěvníku ostrova Tol Eressëa.